# Codage en ligne
 (avril 2015).
Si vous disposez d'ouvrages ou d'articles de référence ou si vous connaissez des sites web de qualité traitant du thème abordé ici, merci de compléter l'article en donnant les références utiles à sa vérifiabilité et en les liant à la section « Notes et références ».
Dans le domaine des télécommunications, un code en ligne est un codage destiné à être utilisé dans les systèmes de communication pour transmettre des données numériques.
Pour le transport de données numériques, le codage en ligne est souvent utilisé. Il consiste à représenter le signal numérisé à transporter, par un autre signal qui présente des variations d'amplitude régulièrement espacées dans le temps, celui-ci étant adapté aux propriétés physiques spécifiques des canaux de transmission (et des équipements récepteurs). Le codage du signal est utilisé pour représenter les 1 et les 0 d'un signal numérique sur le lien, ce processus est appelé codage en ligne.
Après le codage en ligne, le signal peut être directement émis sur le canal de transmission, sous la forme de variations de la tension ou du courant. Les types de codage en ligne les plus utilisés sont unipolaire, polaire, bipolaire et le codage Manchester.
Un signal électrique codé pour une transmission ne doit pas avoir de composante continue (la valeur moyenne du signal doit être de 0), ceci à cause de l'impossibilité de transporter une composante continue sur de longues distances. S’il y avait une composante continue à la réception, ceci mènerait à une augmentation de la tension du signal, et causerait des erreurs lors du décodage.
Le codage en ligne rend possible la synchronisation du récepteur selon la phase du signal. Si la synchronisation n'est pas parfaite, alors le signal décodé n'aura pas de référence optimale (en fréquence) pour échantillonner les symboles reçus. De tels défauts augmentent les erreurs de transmission ; c'est pour cela que l'on préconise d'ajouter des codes de détection d'erreurs au codage en ligne.
Le signal codé en ligne et le signal produit par un terminal peuvent être différents et nécessiter une conversion adéquate. Un codage en ligne est spécifique au support qu'il emprunte lors de la transmission (fibre optique ou câble blindé, coaxial, etc.). Ces contraintes varient selon le matériel et le mode de transmission car il faut tenir compte des phénomènes physiques comme les interférences, la distorsion, l'impédance et l'atténuation du signal.
Plusieurs types de codage existent : CMI, RZ, NRZ, etc.